# 佛歐里馬唐
佛歐里馬唐（学名：Digitaria fauriei）为禾本科馬唐屬下的一个种。

## 扩展阅读
- 維基物種上的相關：佛歐里馬唐